# Ural (Name)
Ural ist ein belarussischer und türkischer männlicher Vorname sowie türkischer Familienname.

## Namensträger

### Vorname
- Ural Metiner (* 1948), türkischer Fußballspieler

### Familienname
- Bülent Ural (* 1973), deutsch-türkischer Musiker, Mitglied von Sürpriz
- Mihraç Ural (* 1956), türkischer Revolutionär
- Murat Ural (* 1987), Schweizer Fußballspieler
- Onur Ural (* 1997), türkischer Fußballspieler